# Nelson Goodman
Henry Nelson Goodman (7. srpna 1906 – 25. listopadu 1998) byl americký filozof vycházející z tradic analytické filozofie, někdy přiřazovaný k tzv. postanalytické filozofii. Věnoval se klasickým problémům logiky, kupříkladu problému indukce (zejména v knize Fact, Fiction, and Forecast), ale i estetice. Některé texty napsal spolu s Willardem Van Ormanem Quinem, k jehož přístupům měl blízko. Česky vyšla jeho kniha Jazyky umění: nástin teorie symbolů (Academia, 2007).

## Díla v češtině
- Jazyky umění: Nástin teorie symbolů. Praha: Academia 2007. ISBN 978-80-200-1519-8
- Způsoby světatvorby. Bratislava: Archa, 1996. ISBN 80-7115-120-3
- Nové pojetí filozofie a dalších umění a věd. Praha: Univerzita Karlova, Filozofická fakulta 2017. ISBN 978-80-7308-737-1